# Bachir Boumaza
Pour les articles homonymes, voir Boumaza.
Bachir Boumaza (en arabe : بشير بومعزة), né le 16 novembre 1927 à Kherrata en Algérie et mort le 6 novembre 2009 à Lausanne en Suisse, est un homme politique algérien.

## Biographie
Il est d’abord membre du Mouvement pour le triomphe des libertés démocratiques en Algérie (MTLD) dès 1945 et accompagne Messali Hadj lors d’un voyage en France en 1951.

### Le militant du FLN
Il rallie ensuite le Front de libération nationale et joue un rôle considérable dans la mise sur pied de la fédération du FLN en France. Arrêté le 2 décembre 1958 à Paris, il est conduit dans les locaux de la DST où il est durement torturé. Son témoignage est publié par Jérôme Lindon, dans La Gangrène, aux Éditions de minuit, ouvrage immédiatement saisi par les autorités françaises. Il est incarcéré à Fresnes de 1958 jusqu’à son évasion en 1961. Il gagne l’Allemagne.

### L'homme politique
Proche de Ben Bella, il est d’abord commissaire à l’information et à la propagande au moment de l’indépendance, puis député FLN d'Annaba à l'assemblée nationale constituante de 1962.
Il occupe successivement les fonctions de ministre du travail et des affaires sociales, ministre de l’économie nationale, ministre de l’industrie et de l’énergie et enfin ministre de l’information entre 1962 et 1965. Opposant à Houari Boumédiène, il est écarté du pouvoir. Les Algériens apprennent alors par le quotidien national El Moudjahid que Bachir Boumaza a été « démis de ses fonctions dans l'intérêt du pays et de la révolution ».
Il se réfugie en France en 1966.
Il cesse toute activité politique jusqu’à son élection à la présidence du Conseil de la nation en 1997. Il partageait sa vie entre Alger et Lausanne.

## Décorations
- Ahid de l'ordre du Mérite national d'Algérie.